# Der Vater eines Mörders

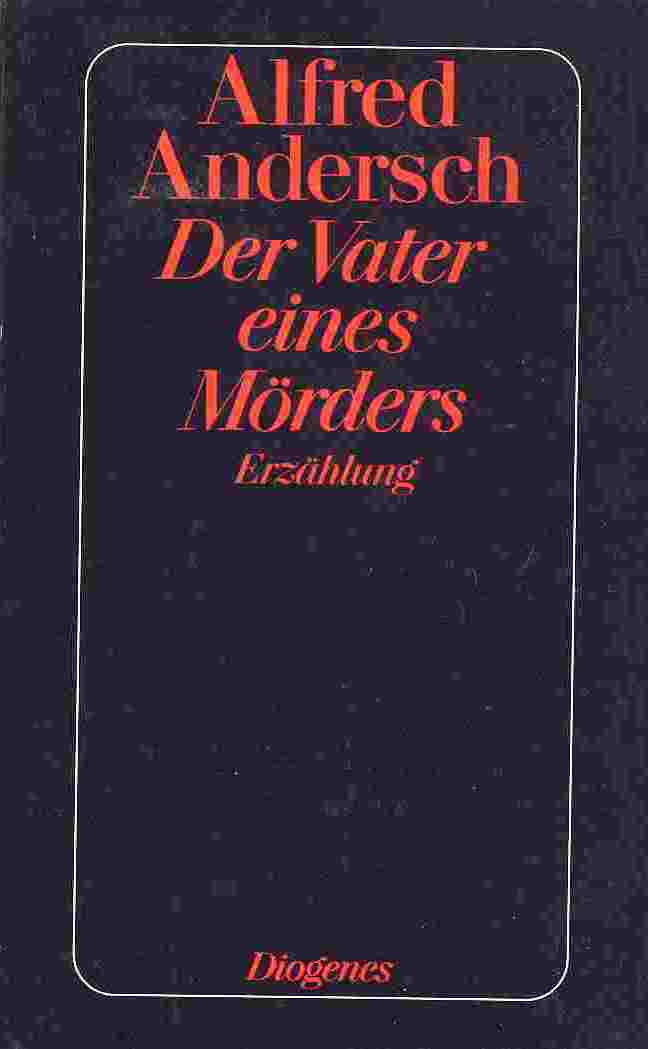
Buchumschlag, Originalausgabe 1980

Der Vater eines Mörders ist die letzte Erzählung des deutschen Schriftstellers Alfred Andersch und wurde in seinem Todesjahr 1980 herausgegeben. Andersch schreibt über eine Schulstunde des Gymnasiasten Franz Kien. Die Geschichte trägt autobiographische Züge.

## Struktur
Der komplette Titel der Erzählung lautet „Der Vater eines Mörders. Eine Schulgeschichte“. Der eigentlichen Erzählung folgt ein „Nachwort für Leser“, in dem Andersch erklärt, warum er die Schilderung der – selbst erlebten – Schulstunde nicht in der Ich-Perspektive abgefasst hat, sondern sich durch sein Alter Ego Franz Kien vertreten lässt. Im Nachwort führt Andersch ferner Gründe an, warum er einzelne Episoden der berichteten Schulstunde, die sich zu anderen Gelegenheiten zugetragen hätten, hierher übertragen habe.
Andersch widmete sein Buch dem deutschen Schriftsteller Arno Schmidt, der am 3. Juni 1979 starb. Andersch war mit Schmidt befreundet und betrauerte Schmidts Tod aufs Tiefste. Als Motto stellte Andersch seiner Erzählung zwei Zitate von Bertolt Brecht und Fritz Mauthner voran.

## Inhalt
In „Der Vater eines Mörders“ erzählt Andersch von einer Griechischstunde am Wittelsbacher-Gymnasium in München im Mai 1928.
Noch bevor Klassenlehrer Studienrat Dr. Kandlbinder seine Stunde in der Untertertia B (der achten Klasse) beginnen kann, betritt Oberstudiendirektor Himmler („Rex“ genannt, der Vorname „Gebhard“ bleibt im ganzen Buch unerwähnt) überraschend das Klassenzimmer. Obwohl er gleich erklärt, der Lehrer solle sich im Unterricht nicht stören lassen, übernimmt der Schulleiter das Kommando, nachdem Kandlbinder zunächst den Klassenbesten an die Tafel gebeten hat. Es stellt sich heraus, dass der Rektor erstaunlich gut über die Leistungen einzelner Schüler informiert ist und sich auch hinsichtlich des von Kandlbinder erreichten Unterrichtstandes nicht beeindrucken lässt. Franz Kiens Beurteilung des Rektors schwankt zwischen Bewunderung und Abscheu, als es zwischen Himmler und dem als nächsten aufgerufenen Schüler, dem adeligen Konrad von Greiff, zu einer Auseinandersetzung kommt, die mit einer Demütigung des Rektors und infolge auch der Relegation Greiffs endet.
Schließlich wird Franz Kien selbst von Himmler aufgerufen und an die Tafel befohlen. Kien ist nicht vorbereitet, ist aus Desinteresse so gut wie gar nicht dem Unterricht der letzten Wochen gefolgt. Himmler stellt Kiens mangelhafte Kenntnisse vor der ganzen Klasse bloß und zwingt den Schüler schließlich, zuzugeben, faul gewesen zu sein. Die Demütigung Kiens krönt der Rektor schließlich dadurch, dass er den Entzug des dem Schüler gewährten Schulgelderlasses ankündigt und dadurch allen Anwesenden die missliche finanzielle Lage der Familie offenbart.
Der letzte Teil der Geschichte spielt im Hause Kien und zeigt den zunehmenden körperlichen Verfall und die Resignation des Vaters, einst Kriegsverwundeter, Träger des Eisernen Kreuzes. Die Kiens unterhalten sich über den Rektor Himmler und seine Familie. Der Vater ist als eingefleischter Deutschnationaler und als Ludendorff-Anhänger politischer Gegner des katholisch-konservativen Rektors Himmler, nicht aber dessen Sohnes Heinrich; Heinrich Himmler hat sich von den politischen Ansichten seines Vaters gelöst und ist häufig bei Versammlungen der Ludendorff-Anhänger anzutreffen. Weil der mit seinem Vater, dem Rektor, zerstritten ist, sympathisiert Franz Kien insgeheim mit dem jungen Himmler, obwohl er dessen antisemitische Einstellung ablehnt.

## Entstehung
Alfred Andersch begann mit der Niederschrift seiner Erzählung im Mai 1979 in Berzona im Tessin in der Schweiz.
Andersch war damals gesundheitlich schon stark beeinträchtigt. Eine Augenschwächung machte ihm das Schreiben fast unmöglich. Trotzdem vervollständigte er in mühsamer Arbeit seine Erzählung mit Bleistift auf extra weichem Papier. Zusätzlich wurde ihm eine Schreibmaschine zur Verfügung gestellt, bei der die Tasten und die Schrift eine überproportionale Größe hatten. Darüber schrieb er an seinen Verleger Daniel Keel:
„Mit Hilfe dieses Apparats kann ich jetzt wieder arbeiten, und so hoffe ich, Ihnen irgendwann einmal das Skript eines neuen Buches übergeben zu können, so dass Sie vielleicht Freude daran haben werden, wenn es mehr als nur gut getippt sein sollte…“
Andersch beendete sein Werk im Januar 1980. Daraufhin übergab er es seinem Verleger. Kurz darauf, am 21. Februar 1980, starb Alfred Andersch in Berzona.

## Rezeption
Die Erzählung kann durchaus als politisches sowie literarisches Vermächtnis von Andersch gelten. Das Buch erzeugte ein großes Echo bei Medien, Kritikern und Lesern. Feindliche Reaktionen und Polemiken gegen das postum veröffentlichte Buch blieben weitgehend aus, anders als bei früheren Schriften von Andersch. Der Titel schaffte es auf die Spiegel-Bestsellerliste und die SWR-Bestenliste. Heinrich Vormweg vom Hessischen Rundfunk kommentierte:
„Die ungewöhnliche Resonanz (…) ist keineswegs ein Produkt der Pietät, keineswegs eine Art Danksagung kurz nach dem Tod eines bedeutenden Schriftstellers. (…) Eine Schulgeschichte, die den Lesern noch immer etwas über sich selbst sagt. Weil sie etwas darüber sagt, wie es zu Hitler und Himmler kommen konnte.“
Neben anderen – auch zustimmenden – Kommentaren von Zeitzeugen löste Anderschs Buch Proteste aus, vor allem bei einem Klassenkameraden Anderschs, dem Rechtshistoriker und Anwalt Otto Gritschneder. Gritschneder wandte sich scharf gegen die Darstellung von Himmlers Person im Buch. Tatsachen seien in „Anderschens Märchen“ – so nennt Gritschneder das Buch – falsch wiedergegeben; Himmler sei kein „Pädago-Sadist“, vielmehr verdiene eher schon Andersch selbst ein „literarischer (Ruf-)Mörder eines Vaters“ genannt zu werden. Die Himmlers seien „hochanständig“ und „völlig normal“ gewesen, bis auf Heinrich, „das schwarze Schaf“.
Die Erzählung wurde bereits kurz nach ihrem Erscheinen zur verbreiteten Schullektüre, die sich mit den Vorbedingungen des Nationalsozialismus befasst.

## Verfilmung
- Der Vater eines Mörders (BRD, 1985) unter der Regie von Carlheinz Caspari mit Hans Korte in der Hauptrolle von Rektor Himmler. Der Film gewann 1986 den Fernsehfilmpreis der Deutschen Akademie der Darstellenden Künste.

## Textausgaben
- Alfred Andersch: Der Vater eines Mörders. Eine Schulgeschichte. Diogenes Verlag, Zürich 1980, ISBN 3-257-01597-6 (Erstausgabe).
- Alfred Andersch: Der Vater eines Mörders. Eine Schulgeschichte. Diogenes Verlag, Zürich 2002, ISBN 3-257-05601-X.
- Alfred Andersch: Der Vater eines Mörders und andere Geschichten. Gelesen von Alfred Andersch, Werner Kreindl, Hans Korte, Peter Lieck u. a., mOceanOTonVerlag, Vertrieb: Grosser+Stein, 2007, ISBN 978-3-86735-211-6, aus der Reihe HörEdition der Weltliteratur.